# Mehmed Teufik Okić
Hfz. Mehmed Teufik ef. Okić (Jajce, 1870. – Sarajevo, 18. studenoga 1932.), bošnjački je teolog, naibu-reis u razdoblju Austro-Ugarske.

## Životopis
Mehmed Teufik ef. Okić rođen je u Jajcu, gdje je stekao osnovno obrazovanje. Nakon završene ruždije odlazi u medresu u Banjaluku, gdje su mu učitelji bili Smail ef. Skopljak i hfz. Ibrahim ef. Maglajlić. Iz Banja Luke odlazi u Istanbul, gdje završava teološke znanosti i stječe diplomu hafiza po sedam kiraeta. Po završetku školovanja Mehmed Teufik ef. Okić se vraća u Bosnu i Hercegovinu. U Bosni i Hercegovini je bio imam, muderris (profesor), član Ulema-medžlisa (Rijaset), zamjenik reis-ul-uleme dvadeset i tri godine, dvije godine naibu-reis (nakon ostavke Sulejmana ef. Šarca). Bio je dobar govornik i predavač. Držao je predavanja širom Bosne i Hercegovine. Pored predavanja o propisima vjere islama, Mehmed Teufik ef. je zagovarao i suvremeno obrađivanje zemlje, izučavanje modernih zanata i slanje muslimanske djece u svjetovne škole.
Spadao je u red najobrazovanijih islamskih učenjaka u Bosni i Hercegovini. Knjižnica mu je brojala nekoliko tisuća odabranih knjiga s područja svih disciplina islamskih znanosti. Bavio se i književnim radom, te proučavao književnost Bošnjaka na orijentalnim jezicima.
Posebna zasluga Mehmed ef. jeste u činjenici da je obrazovao veliki broj imama. Još dok je bio profesor Osman-kapetanove medrese u Gračanici dolazili su mu učenici iz cijele Bosne i Hercegovine, koje je on podizao u imame.

## Vanjske poveznice
- Hfz. Mehmed Teufik ef. Okić  Arhivirana inačica izvorne stranice od 5. veljače 2020. (Wayback Machine)